# Synkronmaskine
En synkronmaskine eller synkrongenerator bruges ofte på kraftværker generelt til fremstilling af elektricitet, blandt andet inden for vindmølleindustrien er brugen af synkrongeneratorer meget vital.
Den tilsyneladende effekt, kaldet SN, angiver størrelsen af den pågældende synkrongenerator. Denne SN angiver dimensioneringen af generatoren ved fuld belastning. Denne effekt danner sammen med den nominelle spænding, lighed for hvilke regneregler, der også gælder for transformere. Men for generatoren, danner SN grundlag for beregning samt afprøvning af denne. 
Som i stort set alle elektriske maskiner er der tab, naturligvis også i en generator. Disse kan i visse tilfælde være en god idé, at regne ud. Det drejer sig om:
- Strømvarmetabet PCu i statoren
- Strømvarmetabet Pm i magnetiseringsviklingen.
- Jerntabet kaldet PFe i henholdsvis stator og i polsko og –
- De mekaniske tab kaldet Pmek, som findes i lejerne og ved blæseren osv.

## Lastfordeling
En synkronmaskine, der er tilsluttet et net, vil blive holdt fast til nettets spænding og frekvens. Hvis maskinen kører ubelastet, skal den blot tilføres en effekt svarende til dens tomgangstab. 
En synkronmaskine, som skal levere effekt til nettet, skal drives af en motor (drivmotor). Hvis denne drivmotors hastighed reduceres (eller motoren kobles helt ud), vil synkronmaskinen forsøge at mindske omdrejningshastigheden. Derved kommer den inducerede spænding en vinkel bagud for netspændingen, og der opstår en spændingsforskel, svarende til det maskinen bruger fra nettet. Dvs. generatoren nu virker, som en synkronmotor idet den kommer til, at trække sin drivmotor. Jo større akselbelastning er, jo større bliver vinklen mellem polhjulsfeltet og statorfeltet, dvs. den brugen mere strøm, men det synkrone omdrejningstal bibeholdes.
Hvis maskinen omvendt skal levere effekt til nettet sker det ved, at generatorens drivmaskine tilføres større effekt. Drivmotoren vil forsøge at øge sin omdrejningshastighed, men da generatoren fastholdes på netfrekvensen, bibeholdes hastigheden men det resultere i, at den inducerede spænding nu rykker en vinkel forud for netspændingen. Dvs. generatoren levere nu strøm til nettet. (Hvis der havde været andre generatorer ville disse blive aflastet, og skulle justeres lidt ned for at udgå en stigning i nettes frekvens).
Synkrongeneratorens vektordiagram ved tilslutning til net med konstant spænding U og frekvens, ved
- Overmagnetisering
- Magnetisering for belastning med virkeeffekt alene lastfordeling
- Undermagnetisering

I alle tilfældene med samme generatorbelastning P.

## Magnetisering

### Undermagnetisering
Hvis undermagnetisering finder sted på synkronmaskinen, vil generatoren levere kapacitiv effekt og motoren vil optage induktiv effekt.

### Overmagnetisering
Hvis overmagnetisering finder sted på synkronmaskinen, vil generatoren levere induktiv effekt og motoren vil optage kapacitiv effekt.